# Cryptocellus glenoides
Espèce
Cryptocellus glenoides est une espèce de ricinules de la famille des Ricinoididae.

## Distribution
Cette espèce est endémique du département de Valle del Cauca en Colombie. Elle se rencontre vers Delfina et Dagua,.

## Description
Le mâle holotype mesure 5,90 mm.
La femelle décrite par Platnick et Shadab en 1976 mesure 5,11 mm.

## Systématique et taxinomie
La femelle décrite par Cooke et Shadab en 1973 appartient en fait à Cryptocellus isthmius.

## Publication originale
- Cooke & Shadab, 1973 : New and little known Ricinuleids of the genus Cryptocellus (Arachnida, Ricinulei). American Museum Novitates, no 2530, p. 1-25 (texte intégral).